# Flamme éternelle
 (décembre 2023).
Si vous disposez d'ouvrages ou d'articles de référence ou si vous connaissez des sites web de qualité traitant du thème abordé ici, merci de compléter l'article en donnant les références utiles à sa vérifiabilité et en les liant à la section « Notes et références ».

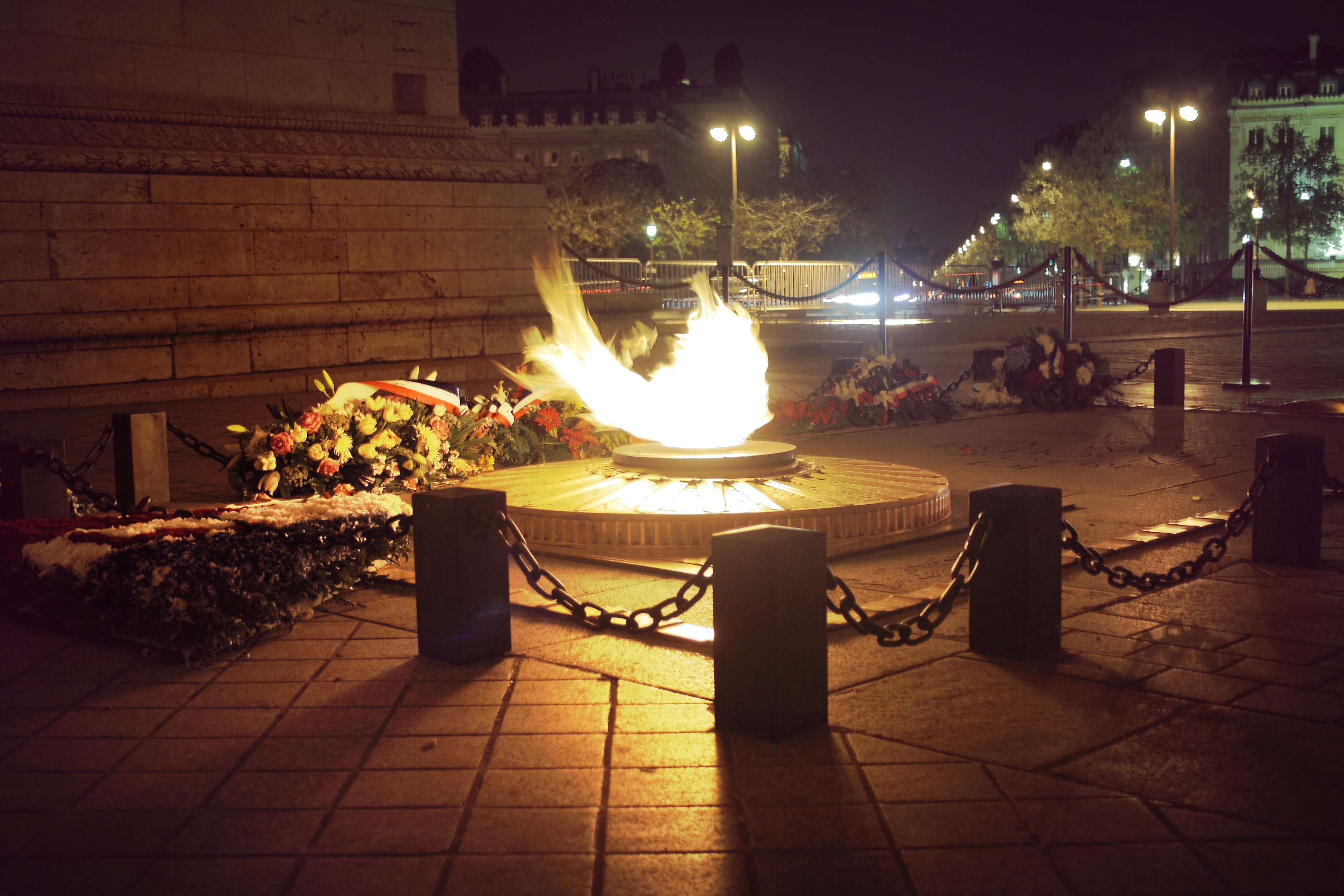
Flamme éternelle sur la tombe du Soldat inconnu, sous l'arc de triomphe de l'Étoile à Paris.

Une flamme éternelle, parfois appelée flamme du souvenir, est un foyer ou une flamme qui brûle constamment, alimentée en permanence, autrefois par ajout de combustibles par des personnes affectées à ce service, actuellement par une alimentation le plus souvent en gaz naturel.
Une flamme éternelle peut avoir un sens religieux ou symboliser la permanence d'un principe (exemples : la paix, Rome).
À l'époque contemporaine, une flamme éternelle perpétue souvent le souvenir d’une personne ou d’un événement d’importance nationale. Le monument funéraire de l'ancien président des États-Unis John F. Kennedy au cimetière national d'Arlington, par exemple, est agrémenté d'une de ces flammes.

## Flammes éternelles

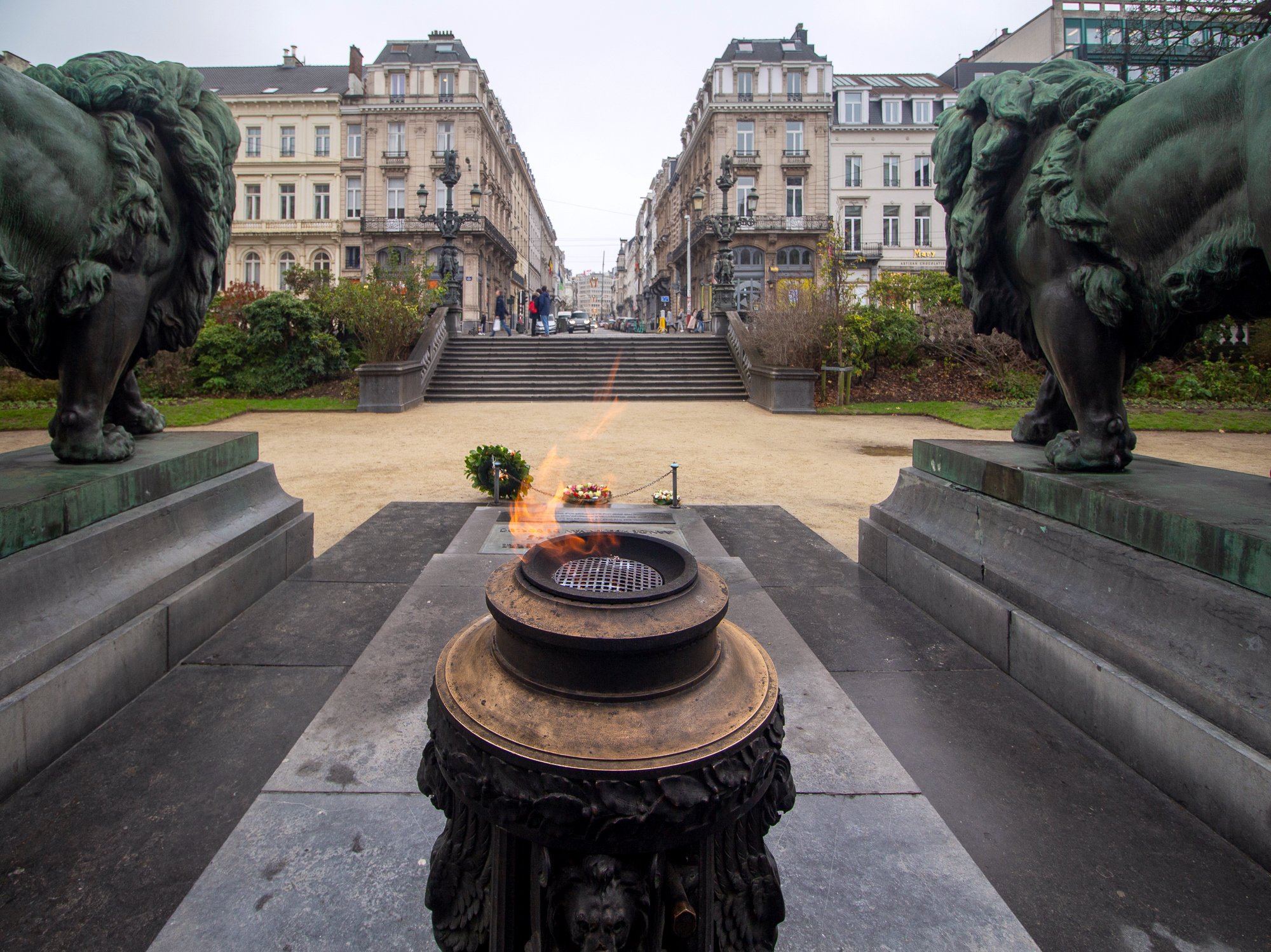
Flamme éternelle auprès de la tombe du soldat inconnu à Bruxelles.

Quelques flammes éternelles entretenues en mémoire de drames historiques :
- Alger, dans le sanctuaire du Martyr en mémoire d'une partie des martyrs de la guerre d'Algérie, ceux combattants pour l'indépendance.
- Barcelone, au Fossar de les Moreres en mémoire des martyrs catalans qui ont défendu la ville des espagnols et français au siège de 1714.
- Berlin, sur la place Theodor-Heuss, en mémoire de l'expulsion des Allemands d'Europe de l'Est.
- Brasilia, rend hommage aux héros et hommes illustres du Brésil.
- Bruxelles, au pied de la colonne du Congrès.

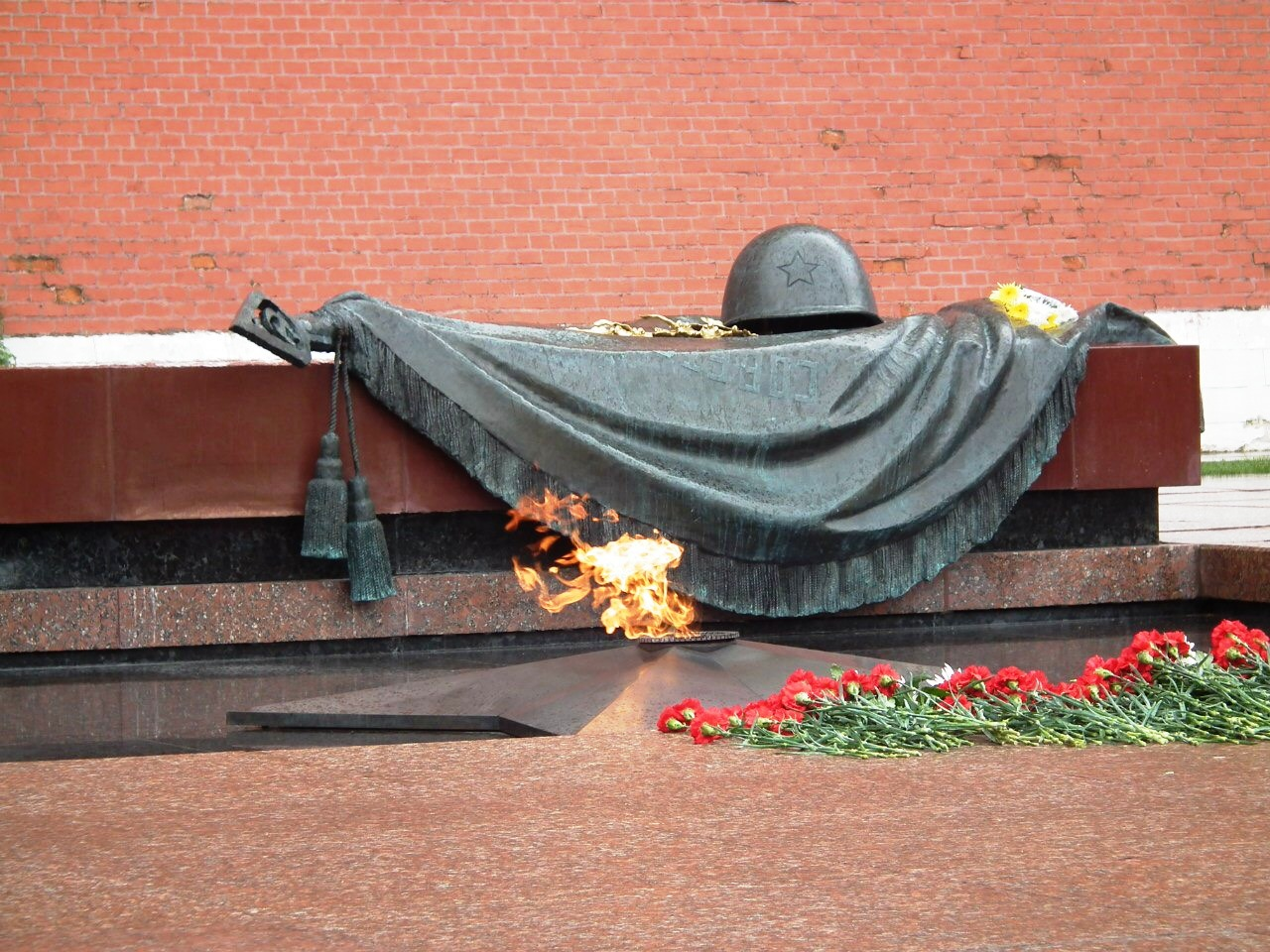
Flamme éternelle sur la tombe du soldat inconnu à Moscou.

- Liverpool, dans le stade d'Anfield en mémoire des morts lors de tragédie d'Hillsborough.
- Madrid, le Monumento a los Caídos por España, monument de ceux qui sont tombés pour l'Espagne, monument en hommage à tous les combattants anonymes morts pendant le soulèvement du 2 mai 1808.
- Moscou et dans d'autres villes en Russie, flamme éternelle sur les tombes des Soldats inconnus, pour les victimes de la guerre contre le fascisme.
- New Delhi, sous la porte de l'Inde, pour commémorer les soldats indiens dont ceux de l'Armée des Indes britanniques morts durant la Première Guerre mondiale et la troisième guerre anglo-afghane en 1919.
- New York, à Battery Park jouxtant la sculpture de La Sphère, en hommage aux victimes des attentats du 11 septembre 2001 contre le World Trade Center.

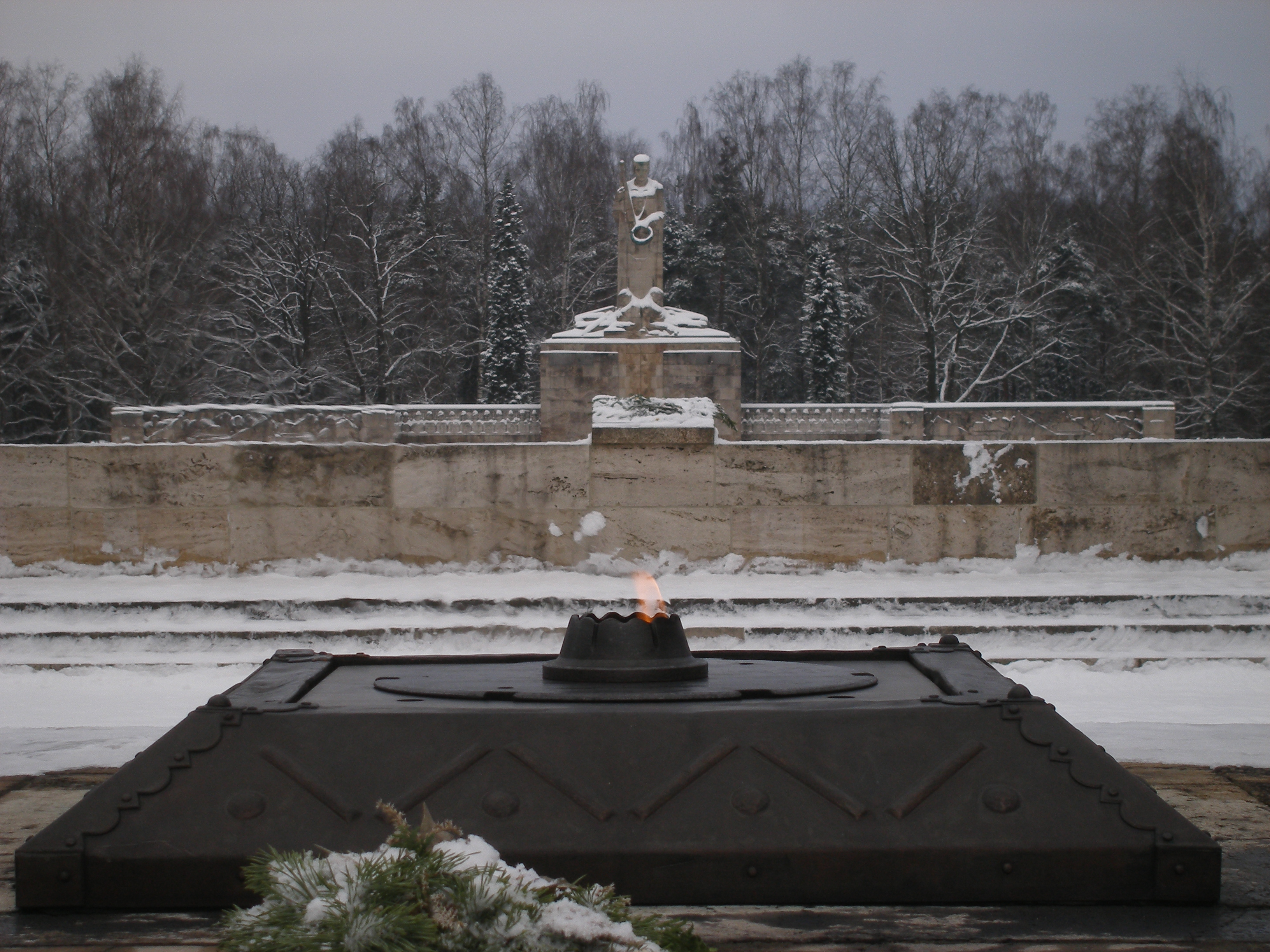
La flamme éternelle au cimetière des Frères à Riga.

- Paris, sous l'arc de triomphe de l'Étoile, la première Flamme du souvenir des temps modernes éclaire la tombe du Soldat inconnu depuis le 11 novembre 1923.
- Paris, mémorial de la Shoah, dans la crypte du souvenir des 6 millions de juifs victimes de la Shoah.
- Riga, au cimetière des Frères, en hommage aux soldats lettons tués entre 1915 et 1920 pendant la Première Guerre mondiale et la guerre d'indépendance de la Lettonie.
- Rosario, dans les propylées du monument national au drapeau, en hommage au Soldat inconnu de l'Indépendance.
- Rome, autel de la Patrie, sur la tombe du Soldat inconnu.

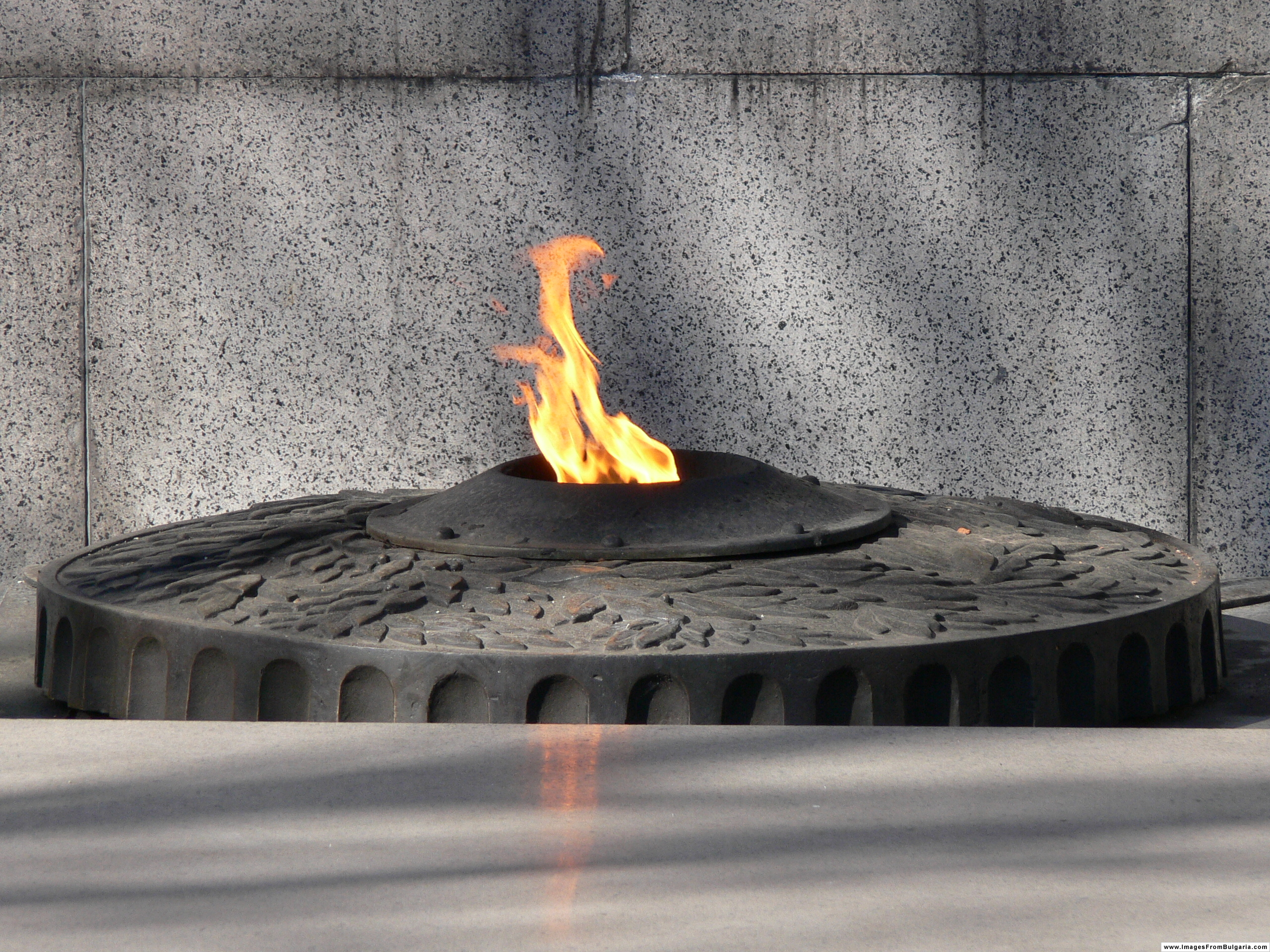
La flamme éternelle du monument du soldat inconnu à Sofia.

- Saint-Pétersbourg, sur l'esplanade du Champ de Mars, au centre du mémorial de la révolution, en mémoire des victimes de la Grande Guerre patriotique.
- Skopje, en Macédoine du Nord, dans le monument des Héros tombés pour la Macédoine.
- Sofia sur la place de la cathédrale Alexandre-Nevski de Sofia en l'honneur des soldats russes et bulgares tombés lors de la guerre russo-turque de 1877-1878.
- Tsitsernakaberd à Erevan, pour les victimes du génocide arménien.
- Yad Vashem à Jérusalem, en souvenir de la Shoah.
- Washington, au cimetière national d'Arlington où repose le président John Fitzgerald Kennedy.